# Моника (тамильская актриса)
Моника (там. மோனிகா, имя при рождении Рекха Марутирадж там. ரேகா மருதைராஜ்; род. 25 августа 1987, Коттаям, Керала) — индийская актриса, снимавшаяся преимущественно в тамильских фильмах. Будучи ребёнком-актрисой в начале 1990-х годов, она в основном появлялась во второстепенных ролях, прежде чем начала играть главные роли с конца 2000-х годов. Она наиболее известна по ролям в фильмах «Ажаги», Imsai Arasan 23m Pulikesi и Silandhi. В 2012 году она сменила имя на Parvana для фильмов на языке малаялам. В 2014 году она приняла ислам, сменив имя на MG Rahima, и объявила, что прекращает актёрскую деятельность.

## Личная жизнь
30 мая 2014 года Моника приняла ислам, взяв новое имя MG Raheema, где M — это  Maruthi Raj  (имя отца), а G — Gracy (имя матери). Отец Моники — индуист, а мать — христианка.
Рахима вышла замуж за предпринимателя из Ченнаи по имени Малика, он родом из округа Салема. Малик занимается импортом и экспортом электронных товаров.